# 挲圓仔湯
挲圓仔湯（台羅：so-înn-á-thng），臺灣政治界、商業界常用的臺語黑話，或稱挲圓仔、圓仔湯、煮圓仔湯、搓湯圓、搓圓仔湯等。字面意義是手工製作圓仔（即湯圓）後煮成湯。實際上指透過不合理的協商或威脅利誘等手段，要求他人放棄權利。

## 典故
黃炳煌表示根據房金炎的說法，「挲圓仔湯」可能來自日文，因為為日本式湯圓（日语：／ dango）」跟協商（日语：／ dangō）發音極為接近，故被引申使用。

## 方式
在選舉前某些候選人會以「挲圓仔湯」手段，勸退對手，以降低競爭壓力，甚至形成同額競選，保證己方必然當選。在工程投標案開標前，某些競標廠商會以金錢利益或是威脅的「挲圓仔湯」手段，使對手退出競爭，一般稱之為「圍標」。在臺灣，《政府採購法》第87條明定：意圖影響決標價格或獲取不當利益，而以契約、協議或其他方式之合意，使廠商不為投標或不為價格之競爭者，處6月以上、5年以下有期徒刑，得併科100萬元以下罰金。

## 實例
由於「挲圓仔湯」手段在臺灣政壇極其流行，故《公職人員選舉罷免法》第97條以及《總統副總統選舉罷免法》第84條皆規定「對於候選人或具有候選人資格者，行求期約或交付賄賂或其他不正利益，而約其放棄競選或為一定之競選活動者，處三年以上十年以下有期徒刑，併科新臺幣二百萬元以上二千萬元以下罰金」、「候選人或具有候選人資格者，要求期約或收受賄賂或其他不正利益，而許以放棄競選或為一定之競選活動者，亦同。」（俗稱反圓仔湯條款或挲圓仔湯條款）。明確規範不能對候選人有「挲圓仔湯」手段。